# Türkisch-Griechischer Krieg
Der Türkisch-Griechische Krieg um Kreta, auch als „Dreißigtagekrieg“, Schwarze '97 (griechisch Μαύρο '97 Mauro '97) und Unglücklicher Krieg (Ατυχής πόλεμος Atychis polemos) bekannt, fand 1897 zwischen dem Königreich Griechenland und dem Osmanischen Reich statt. Die Intervention der Großmächte (Russisches Reich, Frankreich, Vereinigtes Königreich und Königreich Italien) führte zu einer fast vollständigen Autonomie Kretas.
Im Mai 1896 brach ein Aufstand der griechisch-orthodoxen Bevölkerungsmehrheit gegen die türkische Herrschaft auf der Insel Kreta aus. Am 15. Februar 1897 landeten griechische Truppen auf Kreta, um die Aufständischen zu unterstützen. Ein Ultimatum des Osmanischen Reiches, die Streitkräfte wieder zurückzubeordern, wurde nicht befolgt. Daraufhin begannen am 7. April die Kampfhandlungen.
Der Krieg endete mit einem Sieg der Osmanen. Die griechischen Truppen unter Kronprinz Konstantin wurden sowohl auf Kreta als auch in Thessalien entscheidend geschlagen. Die osmanischen Truppen waren kurz zuvor von deutschen Militärberatern neu strukturiert worden. Auf Druck der europäischen Großmächte erhielt Kreta im Friedensvertrag vom 4. Dezember 1897 weitgehende Autonomie. Die Insel wurde zu einem internationalen Protektorat unter der Regierung Prinz Georgs von Griechenland erklärt. Faktisch war das Protektorat jedoch nur multinational (russisch-britisch-französisch-italienisch).
Der Krieg kostete etwa 2000 Menschenleben, davon 1400 bis 1500 auf Seiten des Osmanischen Reiches und 500 bis 600 auf Seiten Griechenlands.
Darüber hinaus musste Griechenland einen erheblichen Verlust an staatlicher Souveränität hinnehmen. Mit dem Staatsbankrott von 1893 hatte es seine Kreditwürdigkeit eingebüßt. Ohne neue ausländische Kredite war es aber nicht in der Lage, die vom Osmanischen Reich geforderten Reparationen zu zahlen. Griechenland war daher gezwungen, den Schuldendienst und die Tilgung für Altkredite von vor 1893 wieder aufzunehmen und musste der Forderung der Kreditmächte auf Einrichtung einer internationalen (multinationalen) Finanzkontrolle zustimmen. Dem Osmanischen Reich, das seit 1881 ebenfalls schon unter internationaler (multinationaler) Finanzkontrolle stand, nutzten die griechischen Zahlungen wenig. Die Kreditmächte verrechneten sie praktisch vollständig mit den Schulden des Reiches.